# قبس (نبات)
الشَّوَاظَة أو القبس أو فلوكس (الاسم العلمي: Phlox) هو جنس من النباتات يتبع الفصيلة البولامونية من رتبة الخلنجيات الاسم العلمي فلوكس من الإغريقية φλόξ وتعني «لهب».أوراق القبس هي غذاء لليرقات من بعض الأنواع حرشفيات الأجنحة بما في ذلك العثة المنقطة والغزوركترة الويلغوسية وكبيرة اللسان النجمية وشينية إنديانا (التي تتغذى حصرا على القبس الشعري). كما أن أنواع القبس هي مصدر غذائي مفضل للأرانب ومرموط الجبل والغزلان.

## الأنواع
هناك حوالي 67 نوعاًً من النباتات المعمرة والسنوية ضمن هذا الجنس. يوجد معظمها في أمريكا الشمالية (واحد في سيبيريا) في موائل متنوعة من التندرا الألبية إلى الغابات المفتوحة والمروج. بعضها يزهر في الربيع والبعض الآخر في الصيف والخريف. قد تكون الزهور زرقاء شاحبة أو بنفسجية أو وردية أو حمراء مشرقة أو بيضاء. وكثير منها عطر. وعادة ما تنتج الزهور المخصبة بذورا كبيرة نسبيا. والثمار عبارة عن كبسولة طولية متفتقة لها ثلاثة أو أكثر من الصمامات التي تنفصل في بعض الأحيان بطريقة انفجارية. بعض الأنواع مثل القبس العثكولي (قبس الحديقة) ينمو في وضع مستقيم، في حين أن البعض الآخر مثل القبس المخرزي (القبس الزاحف أو القبس الحزازي أو قبس الجبل) ينمو قصيرا على شكل حصيرة.